# 12 germinal
12 ventôse 12 floréal
Le duodi 12 germinal, officiellement dénommé jour du charme, est le 192e jour de l'année du calendrier républicain.
C'était généralement le 1re jour du mois d'avril dans le calendrier grégorien.